# 온음표
온음표(문화어: 옹근소리표; 영어: whole note, semibreve)는 음표 중의 하나로, 4박자를 소리낸다. 통상적으로 사용하는 음표 중 음길이가 3번째로 가장 긴 음표다.

## 관련 기호
온쉼표 (whole rest)는 쉼표의 하나로, 4박자를 쉬거나 한 마디 전체를 쉰다. 한 마디 전체를 쉴 경우는 그 마디 내 다른 기호들이 아무것도 없을 때로 예를 들어 4
4 박자에서는 4박자 동안 쉼을 의미하며, 3
4  박자에선 3박자 동안, 6
4 박자에선 6박자 동안, 8
4 박자에선 8박자 동안, 2
4 박자에선 2박자 동안 쉬게 된다.
점온음표는 6박자를 소리내고 온음표보다 2박자 긴 음표이다.
겹온음표는 온음표보다 2배 긴 음표이다.

## 같이 보기
- 기보법